# Perfluorpolyether
Perfluorpolyether (PFPE) sind eine Gruppe von bei Raumtemperatur üblicherweise flüssigen bis pastösen Kunststoffen, die sich von den Fluorpolymeren durch Sauerstoffatome in der Polymer-Hauptkette unterscheiden.

## Darstellung
Perfluorpolyether können durch Reaktion eines Metallhalogenid mit einem Perfluorsäurehalogenid, einem C2- bis C4-substituiertes Ethylepoxid, einem C3+-Fluorketon oder Kombinationen von zwei oder mehreren davon, anschließende Reaktion des Zwischenproduktes mit Hexafluorpropylenoxid oder 2,2,3,3-Tetrafluoroxetan, anschließende Veresterung, Reduktion des Esters zu seinem entsprechenden Alkohol und dessen Umwandlung mit einer Base zu einem Salz, dessen Reaktion mit einem C3+-Olefin und Fluorieren des Fluorpolyethers gewonnen werden.

## Eigenschaften
Die chemische Bindung von PFPE ist sehr stabil und der Kunststoff sehr reaktionsträge. Die bei PFPE kovalente Kohlenstoff-Fluor-Bindung weist eine hohe Bindungsenergie von 448 kJ/mol auf.
Strukturformeln der Hauptfamilien der PFPE, bei denen R für eine Endgruppe steht, sind nachstehend aufgeführt:

Strukturformeln unterschiedlicher PFPE-Typen
PFPE-K
PFPE-Y
PFPE-Z
PFPE-D
PFPE-A

## Anwendungen
Perfluorpolyether sind sehr reaktionsträge und erlauben den Einsatz als Schmierstoffe in Pumpen, welche in der Halbleiterindustrie chemisch aggressive Ätzgase fördern oder aufgrund des niedrigen Dampfdrucks bei Hochvakuumpumpen.
Weitere Anwendungen liegen im Bereich der Elektronikfertigung bei dem Löten von Leiterplatten mittels Dampfphasenlöten. Dabei dient PFPE als chemisch inertes Wärmeträgermedium, welches gleichzeitig als Schutzgas während des Lötvorganges dient, und dessen Siedepunkt auf die benötigte Löttemperatur abgestimmt ist. Der Siedepunkt kann durch konkrete Auswahl in einem Bereich von 140 bis 290 °C gewählt werden. Der Lötvorgang wird durch die abgegebene Kondensationsenthalpie ermöglicht, die beim Übergang vom gasförmigen in den flüssigen Zustand von Perfluorpolyether frei wird.
Im Handel sind je nach Anwendungsbereich verschiedene Typen von Perfluorpolyethern unter Markennamen wie Krytox von der Firma Chemours (früher DuPont) oder als Fomblin und Galden von der Firma Solvay verfügbar.